# Tourville-sur-Odon
Tourville-sur-Odon és un municipi francès situat al departament de Calvados i a la regió de Normandia. L'any 2007 tenia 1.151 habitants.

## Demografia

### Població
El 2007 la població de fet de Tourville-sur-Odon era de 1.151 persones. Hi havia 372 famílies de les quals 40 eren unipersonals (8 homes vivint sols i 32 dones vivint soles), 104 parelles sense fills, 200 parelles amb fills i 28 famílies monoparentals amb fills.
La població ha evolucionat segons el següent gràfic:
Habitants censats

### Habitatges
El 2007 hi havia 382 habitatges, 372 eren l'habitatge principal de la família, 2 eren segones residències i 8 estaven desocupats. 372 eren cases i 9 eren apartaments. Dels 372 habitatges principals, 305 estaven ocupats pels seus propietaris, 63 estaven llogats i ocupats pels llogaters i 4 estaven cedits a títol gratuït; 1 tenia una cambra, 11 en tenien dues, 31 en tenien tres, 73 en tenien quatre i 256 en tenien cinc o més. 314 habitatges disposaven pel capbaix d'una plaça de pàrquing. A 126 habitatges hi havia un automòbil i a 235 n'hi havia dos o més.

### Piràmide de població
La piràmide de població per edats i sexe el 2009 era:
| Homes | Edats   | Dones |
| ----- | ------- | ----- |
| 0     | 95 o +  | 0     |
| 0     | 90 a 94 | 0     |
| 0     | 85 a 89 | 0     |
| 0     | 80 a 84 | 4     |
| 4     | 75 a 79 | 4     |
| 8     | 70 a 74 | 4     |
| 16    | 65 a 69 | 20    |
| 8     | 60 a 64 | 4     |
| 16    | 55 a 59 | 4     |
| 44    | 50 a 54 | 24    |
| 36    | 45 a 49 | 44    |
| 48    | 40 a 44 | 60    |
| 64    | 35 a 39 | 60    |
| 48    | 30 a 34 | 44    |
| 16    | 25 a 29 | 24    |
| 24    | 20 a 24 | 36    |
| 68    | 15 a 19 | 52    |
| 68    | 10 a 14 | 56    |
| 72    | 5 a 9   | 56    |
| 36    | 0 a 4   | 32    |

## Economia
El 2007 la població en edat de treballar era de 792 persones, 612 eren actives i 180 eren inactives. De les 612 persones actives 566 estaven ocupades (301 homes i 265 dones) i 46 estaven aturades (17 homes i 29 dones). De les 180 persones inactives 47 estaven jubilades, 93 estaven estudiant i 40 estaven classificades com a «altres inactius».

### Ingressos
El 2009 a Tourville-sur-Odon hi havia 366 unitats fiscals que integraven 1.137 persones, la mediana anual d'ingressos fiscals per persona era de 19.286 €.

### Activitats econòmiques
Dels 29 establiments que hi havia el 2007, 1 era d'una empresa alimentària, 1 d'una empresa de fabricació d'altres productes industrials, 7 d'empreses de construcció, 9 d'empreses de comerç i reparació d'automòbils, 1 d'una empresa de transport, 1 d'una empresa d'hostatgeria i restauració, 1 d'una empresa d'informació i comunicació, 2 d'empreses de serveis, 4 d'entitats de l'administració pública i 2 d'empreses classificades com a «altres activitats de serveis».
Dels 7 establiments de servei als particulars que hi havia el 2009, 1 era un taller de reparació d'automòbils i de material agrícola, 1 paleta, 2 guixaires pintors, 1 fusteria, 1 electricista i 1 perruqueria.
L'únic establiment comercial que hi havia el 2009 era una fleca.

## Equipaments sanitaris i escolars
L'únic equipament sanitari que hi havia el 2009 era una farmàcia.
El 2009 hi havia 1 escola maternal i 1 escola elemental.

## Poblacions més properes
El següent diagrama mostra les poblacions més properes.